# Marcos 11

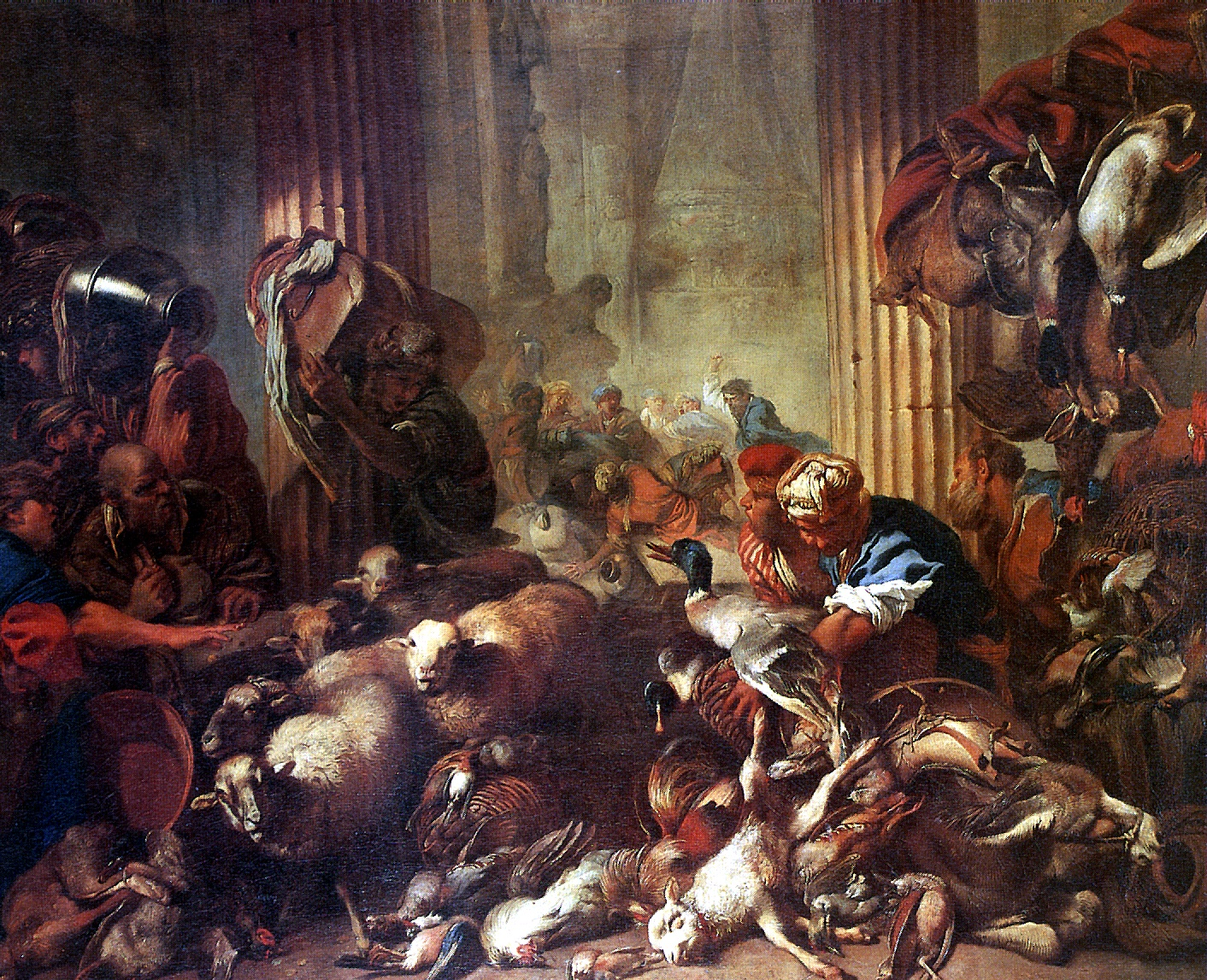
Jesus expulsando os vendilhões, um dos episódios de Marcos 11.
Entre 1645 e 1655. Por Castiglione, atualmente no Louvre, em Paris.

Marcos 11 é o décimo-primeiro capítulo do Evangelho de Marcos no Novo Testamento da Bíblia. Começa neste capítulo a última semana antes da morte de Jesus com o relato de sua chegada em Jerusalém para a Páscoa. Marcos conta ainda o episódio no qual Jesus amaldiçoa a figueira, a limpeza do templo e a discussão de Jesus com os sacerdotes sobre sua autoridade.

## Entrada triunfal em Jerusalém
Jesus e seus seus discípulos se aproximam da capital passando por Betfagé e Betânia, esta localizada a apenas 3 quilômetros para oeste, no Monte das Oliveiras. Em Zacarias (Zacarias 14:4) fala sobre uma última batalha messiânica acontecendo ali. Betfagé é a palavra em aramaico para "casa dos figos verdes", possivelmente um artifício de Marcos para antecipar a história da figueira que contará ainda neste capítulo.
Jesus instrui dois discípulos que sigam à frente e consigam-lhe um jumentinho — que ele prediz que estará amarrado e jamais terá sido montado — para que ele possa montar. Ele o faz para cumprir a profecia de Zacarias (Zacarias 9:9), que é citada em todos os evangelhos menos em Marcos. Jesus os instrui ainda que, se perguntados, deverão dizer que «O Senhor precisa dele, e logo tornará a enviá-lo para aqui» (Marcos 11:3), um exemplo de duplo sentido em Marcos, pois "senhor" neste contexto pode significar tanto Jesus como o dono do animal. Os discípulos encontram o jumentinho exatamente como Jesus previra e, quando interpelados, respondem o que lhes foi pedido e saem livres. Marcos aparentemente pretende realçar os poderes proféticos de Jesus, mas é possível entender que o povo de Jerusalém já conhecia Jesus, pois ali o grupo permaneceu por diversos dias. Ali Jesus também tinha, de acordo com Marcos e os demais evangelhos, amigos, incluindo Lázaro, suas irmãs e Simão, que poderiam ter-lhe deixado preparado o animal para quando precisasse.

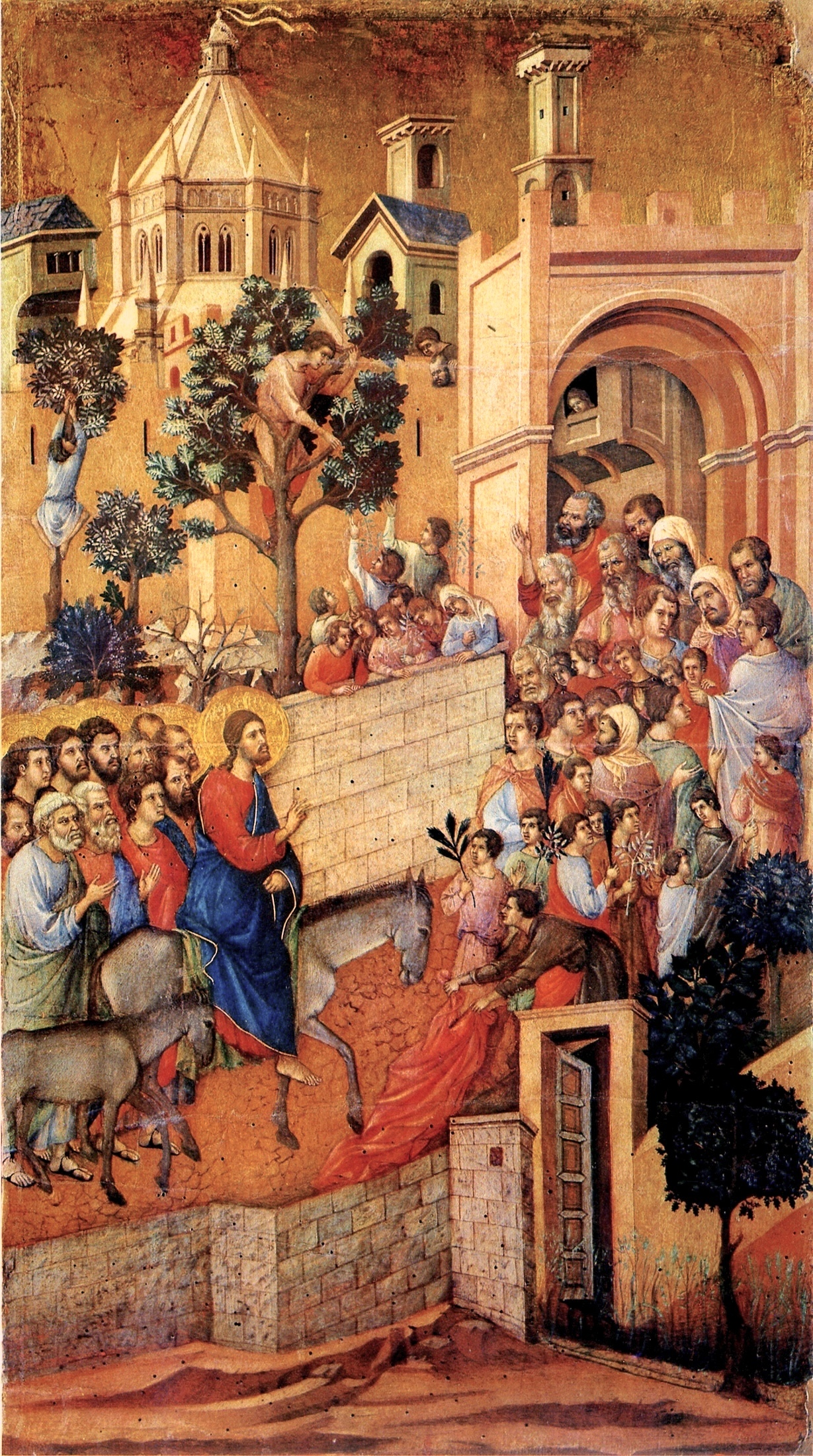
Entrada triunfal de Jesus em Jerusalém, um dos episódios de Marcos 11.
1308. Por Duccio, parte da Mastà, o retábulo da Catedral de Siena, na Itália.

Seguido dos discípulos, Jesus entra na cidade montado no jumento e o povo lança à sua frente ramos de árvores e seus mantos, cantando louvores ao "Filho de David" e um trecho do Salmo 118 (Salmos 118:25–26): «Hosana! Bendito aquele que vem em nome do Senhor! Bendito o reino que vem, o reino de nosso pai Davi! Hosana nas maiores alturas!» (Marcos 11:9–10) A palavra "hosana" deriva do aramaico (הושע נא) a partir do hebreu (הושיעה נא) e significa "ajude[-me]" ou "salve[-me], rogo[-te]", "um apelo que tornou-se uma fórmula litúrgica; como parte do Hallel...conhecida de todos em Israel". Este evento é celebrado por diversas denominações cristãs no Domingo de Ramos.
Não se sabe ao certo por onde Jesus entrou na cidade, mas alguns defendem que foi num lugar atualmente conhecido como Portão Dourado, pois seria por ali que as profecias indicavam que o Messias entraria em Jerusalém. Outros acreditam que ele pode ter utilizado uma outra entrada mais para o sul onde havia uma escada que levava diretamente ao Templo. Jesus entra na cidade e vai diretamente para lá, mas, como já é tarde, voltam todos para Betânia. 

## A figueira e os mercadores no Templo
Ao partirem de Betânia no dia seguinte, Jesus vê uma figueira e segue até lá para ver se encontra algum figo. O próprio relato de Marcos lembra que não era época de figos, mas Jesus ainda assim diz: «Nunca jamais coma alguém fruto de ti!» (Marcos 11:14)
Em seguida, o Jesus e seu grupo seguem diretamente para o Templo e, segundo Marcos, Jesus começa, sem explicação nenhuma, a expulsar os vendedores que encontrou ali, virando mesas e cadeiras e impedindo que as pessoas levassem qualquer coisa para vender ali. Furioso, Jesus pergunta: «Não está escrito que a minha casa será chamada casa de oração para todas as nações? Mas vós a tendes feito um covil de salteadores!» (Marcos 11:17) Trata-se de uma combinação de citações de Isaías (Isaías 56:7) e Jeremias (Jeremias 7:11), ambas tratando da natureza do Templo de Jerusalém. A primeira trata de como todos os que forem tementes a Deus, judeus ou não, poderão entrar no Templo para que possam orar e, portanto, conversar com Deus. A segunda, é de um capítulo sobre a futilidade da adoração se o adorante não obedece à vontade de Deus. Para Jesus, pessoas lucrando com a adoração a Deus justamente no Templo de Deus seria uma corrupção da vontade divina. "Covil de salteadores" pode ser uma referência ao preço extorsivo cobrado pelas pombas e como taxa pela troca do dinheiro. Segundo Marcos, todos ficam impressionados com Jesus e com suas palavras, o que faz com que os sumo sacerdotes ponham em ação o plano para matá-lo. Mas Jesus deixa a cidade com seu grupo no final do dia (presumivelmente voltando para Betânia).
Este evento aparece nos quatro evangelhos canônicos. Nos sinóticos, a história é basicamente a mesma de Marcos. Em João 2 (João 2:12–25), por outro lado, o incidente aparece logo no início do ministério de Jesus. Ele expulsa os vendedores de pombos e os cambistas, mas não cita o Antigo Testamento. Ao invés disso, diz "Tirai daqui estas coisas; não façais da casa de meu Pai uma casa de negócio!", que, segundo João, os próprios discípulos ligaram a Salmos 69:9. A maioria dos estudiosos defende que se trata do mesmo incidente e que ele ocorreu pouco antes da morte de Jesus (e não no começo do seu ministério). Uma minoria defende tratar-se de dois eventos distintos envolvendo os cambistas no Templo, um no começo e outro no final da missão de Jesus, uma posição defendida inclusive pela Igreja Católica.
O Jesus Seminar concluiu que este ato é "rosa" (ou seja, "uma boa aproximação do que Jesus fez") como relatado em Marcos 11:15–19, Mateus 21:12–17 e Lucas 19:45–48 e batizou-o de "Incidente no Templo". É por eles considerado como a principal causa da crucificação de Jesus.
Na manhã seguinte, quando passam pela mesma figueira do dia anterior, Pedro nota que ela estava "seca até a raiz" e comenta com Jesus, que responde: «Tende fé em Deus. Em verdade vos digo que quem disser a este monte: Levanta-te e lança-te no mar, e não duvidar no seu coração, mas crer que se faz o que ele diz, assim lhe será feito. Por isso vos afirmo: Tudo quanto suplicais e pedis, crede que o tendes recebido, e tê-lo-eis» (Marcos 11:22–23).

### Análise
Alguns já argumentaram que este ato de Jesus em relação à figueira parece ilógico, pois deveria se esperar que Jesus, sendo divino, saberia que a árvore não teria figos ou poderia simplesmente tê-la feito dar figos por um milagre ao invés de amaldiçoá-la. Bertrand Russell, um filósofo agnóstico, chegou a listar este evento como um dos motivos pelo qual ele não era cristão. Este argumento é similar ao que discute o motivo de Deus punir alguém se Ele já sabe que esta pessoa fará coisas erradas por causa de sua onisciência, um raciocínio que geralmente é contraposto utilizando o conceito do livre arbítrio. Jesus amaldiçoando a árvore demonstra novamente o poder de Jesus e o poder da oração quando unida a uma fé completa em Deus. Marcos, ao colocar a figueira antes e depois do incidente no Templo, pode estar utilizando-a como uma metáfora para o que ele próprio enxerga como uma infertilidade dos sacerdotes e um definhamento de seus ensinamentos e autoridade por sua falta de fé. Assim como a figueira, Jesus esperava encontrar "frutos" no Templo, mas ainda não era época certa para isso, e, por isso, o Templo, como a figueira, é amaldiçoado. 

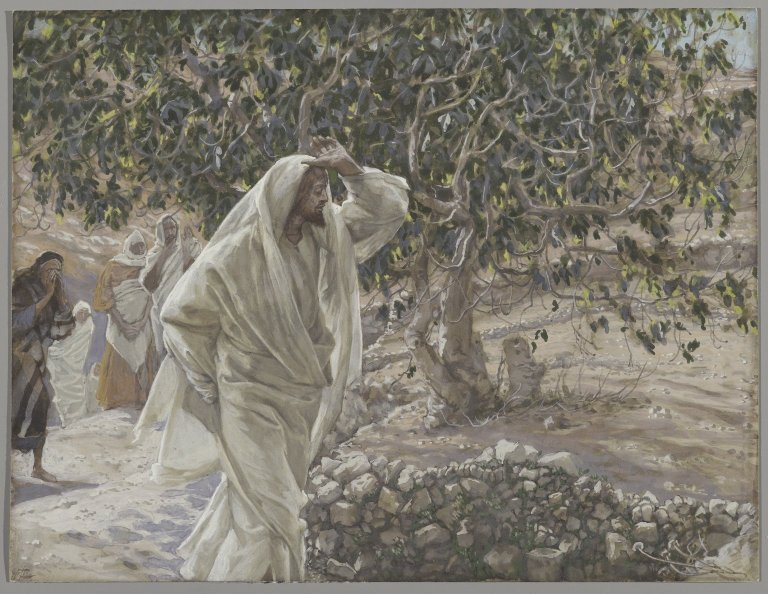
Jesus amaldiçoando a figueira, um dos episódios de Marcos 11.
Entre 1886 e 1894. Por James Tissot, atualmente no Brooklyn Museum, em Nova Iorque.

A exegese tradicional geralmente trata esta como uma das referências em Marcos à destruição do Templo de Jerusalém pelos romanos e, com base nisto, datam o texto de Marcos para depois dela. A figueira é novamente mencionada em Marcos 13 por Jesus como parte de seu discurso escatológico. Mateus apresenta basicamente a mesma história, mas não Lucas e nem João, embora Lucas 13 (13 6:9) relate uma Parábola, a da Figueira Estéril, sobre um homem que não consegue encontrar figos numa figueira. Tomé fala de figos em "espinheiros" e "abrolhos" no verso 45, um trecho que também está em Mateus 7 (Mateus 7:16).

## Oração
Esta seção de Marcos termina com os versículos 25 e 26 (com paralelos em Mateus 6:14–15, Lucas 6:37 e Lucas 11:4), que podem ser uma parte do Pai Nosso (ou uma referência posterior a ele): perdoe outros para que Deus possa perdoá-lo. Segundo a Enciclopédia Judaica, «...Jesus disse: "quando estiverdes orando, se tendes alguma coisa contra alguém, perdoai-lha; para que também vosso Pai que está nos céus, vos perdoe as vossas ofensas." (Marcos 11:25). Foi este preceito que deu origem à fórmula "E perdoai os nossos pecados ["hobot"="dívidas", equivalente a "awonot"="pecados"] como nós perdoamos os que nos tem ofendido ["ḥayyabim"="os que são devedores"]"... Numa análise mais apurada, torna-se claro que os versos finais, Mateus 6:14-15, referem-se unicamente à oração por perdão. Consequentemente, a passagem original seria idêntica a Marcos 11:25; e o Pai Nosso inteiro seria, portanto, uma inserção posterior em Mateus. Possivelmente, o texto todo foi retirado da Didaquê (viii.2), que, em sua forma original judaica, pode ter contido a oração exatamente como "os discípulos de João Batista" a teriam recitado.».

### Versículo 26
Marcos 11:26 ("Mas se vós não perdoardes, também vosso Pai que está nos céus, vos não perdoará as vossas ofensas") não aparece em todas as traduções da Bíblia para o português (como na Tradução do Novo Mundo). Em algumas, aparece marcado por chaves (como a Tradução Brasileira da Bíblia, citada aqui) ou com um nota de rodapé. O texto é similar ao que está em Mateus 6:15 ("mas se não perdoardes aos homens, tão pouco vosso Pai perdoará as vossas ofensas").

## Discussão sobre a autoridade de Jesus
Jesus volta ao Templo na terça-feira e encontra-se com os sacerdotes, escribas e anciãos que vieram para questionar sua autoridade para fazer as coisas que vinha fazendo. Seu objetivo real era tentar enganar Jesus para que ele dissesse que sua autoridade vinha de Deus, o que poderia ser interpretado como uma blasfêmia.
Jesus afirma que lhes dirá se eles lhe responderem uma única questão: «O batismo de João era do céu ou dos homens?» (Marcos 11:30) Com isto, inverteu a situação e agora eram os sacerdotes que estavam encurralados. Marcos implica que eles não acreditavam em João e, por isso, se respondessem que vinha do céu, o povo lhes perguntaria por que não acreditavam nele; se respondessem que vinha dos homens, entrariam em conflito direto com o povo, que acreditava em João. Quando eles disseram que não sabiam, Jesus disse-lhes então que não lhes diria de onde vinha sua autoridade. 
Esta é a primeira vez em Marcos que Jesus enfrenta diretamente os sacerdotes do Templo, membros do Sinédrio. Até então, seus conflitos eram com os fariseus e com doutores da lei nas cidades ("escribas"). Deste ponto até Marcos 12, Jesus discutirá ainda muitas vezes com eles, que continuamente tentarão encurralar Jesus com perguntas capciosas, sem sucesso.

### Relação com outros evangelhos
Mateus apresenta estas mesmas histórias em Mateus 21, com exceção de que Jesus expulsa os vendilhões no dia que chega a Jerusalém e cura diversos cegos e aleijados em seguida. Ele amaldiçoa a figueira na manhã seguinte e já a faz definhar imediatamente. Lucas também relata todos os eventos de Marcos 11 em Lucas 19 e 20, com exceção da figueira e acrescentando uma profecia explícita de Jesus sobre a destruição do Templo. Lucas também afirma que os fariseus tentaram calar os louvores dos seguidores de Jesus durante a chegada a Jerusalém e, como Mateus, diz que Jesus expulsou os vendilhões no mesmo dia que chegaram. João 12 relata Jesus chegando a Betânia e jantando com Lázaro e suas irmãs, Maria e Marta, depois de ressuscitá-lo dos mortos. O jumento é encontrado no dia seguinte por Jesus, sem menção aos discípulos, e ele entra na cidade montado e recebendo os louvores da população. Em Jerusalém, ele prega para o povo e o incidente com os vendilhões só ocorre imediatamente antes da última viagem para a cidade.